# Os Três Cangaceiros
Os Três Cangaceiros é um filme brasileiro de 1961 do gênero "Comédia", dirigido por Victor Lima.

## Elenco Principal
- Ankito...Aristides Pelado / Onça Vingadora
- Ronald Golias...Carlos Bronco / Onça Vingadora
- Grande Otelo...Mundico
- Neide Aparecida...Rosinha
- Átila Iório...Tranca-pés
- Nelly Martins...Zizi
- Paulette Silva...Marisa
- Wilson Grey
- Angelito Melo...delegado
- Zé Trindade (participação como noivo de Rosinha)

## Sinopse
Na cidade do nordeste do Brasil chamada Desterro (muito parecida com uma vila do Velho Oeste dos filmes americanos), um grupo de cangaceiros realiza vários ataques, saqueando bens e raptando mulheres. Apenas o misterioso justiceiro mascarado chamado de Onça Vingadora enfrenta os bandidos. Depois de um ataque, o prefeito resolve mobilizar a população para organizar uma "Volante" e ir atrás dos bandidos. Dois conhecidos covardes da cidade, o boticário e tabelião Aristides Pelado e o fotógrafo e dentista Carlos Bronco, gostam de Rosinha, filha do rico Coronel Batista. Mas ela prefere homens valentes como o Onça Vingadora. Para chamarem a atenção dela, Aristides e Bronco vão atrás dos cangaceiros e acabam se juntado ao esperto vendedor Mundico. Este convence os dois a se disfarçarem de cangaceiros para se misturarem ao bando e eliminarem os bandidos um a um. No final descobre que Aristide e Bronco são O Onça Vingadora